# 小川郷太郎
小川 郷太郎（おがわ ごうたろう、1876年（明治9年）6月9日 - 1945年（昭和20年）4月1日）は、大正・昭和期の日本の財政学者、政治家。京都帝国大学経済学部教授、拓殖大学学監、衆議院議員、商工大臣、鉄道大臣などを歴任。従三位勲一等、法学博士。

## 生涯
明治9年（1876年）6月9日、岡山県浅口郡里庄町で村山菊蔵の長男として生まれる。岡山県医局長で医師の小川知彰の養子となり、岡山中学、開成中学、旧制第一高等学校を経て、1900年（明治33年）東京帝国大学に入学。
大蔵省時代
1903年（明治36年）東京帝国大学法科大学政治学科次席卒業。首席は小野義一（大蔵官僚、高文次席）、3位が上杉慎吉（東大教授、憲法学者）、4位は馬場鍈一（大蔵官僚、高文首席）。同年、大蔵省入省。翌1904年（明治37年）新設されたばかりの京都帝国大学経済学部に迎えられた。
財政学研究のためヨーロッパに6年間に渡り、ドイツ、オーストリアなどで学んだ。帰朝後は京都帝国大学経済学部教授、同大経済学部長を歴任。1917年（大正6年）には法学博士号を授与された。
政治家への転身
1917年（大正6年）に京都帝大在職のまま、京都市から第13回衆議院議員総選挙に立候補し、当選する（のちに岡山県に移る）。以後、当選8回。1924年（大正13年）には京都帝大を辞して、拓殖大学の学監に就任。また拓殖大学で教鞭も執った。
政治家としては当初は新政会に所属し、のちに政友本党の結党に参加した。政友本党では政務調査会長を務める。政友本党と憲政会が合同して立憲民政党が結党されたのに伴い民政党に入党し、民政党岡山県支部長、民政党政務調査会長。1929年（昭和4年）成立の濱口内閣で大蔵政務次官に任命される。
1936年（昭和11年）廣田内閣の商工大臣、1940年（昭和15年）第2次近衛内閣の鉄道大臣を歴任した。第二次世界大戦中の1943年（昭和18年）大政翼賛会の総務、ビルマのバー・モウ政権の最高顧問として同国に赴任し、財政再建にあたった。
1945年（昭和20年）4月1日、帰国途上、乗船していた貨客船・阿波丸が、東シナ海でアメリカ海軍の潜水艦によって撃沈（阿波丸事件）されて死去、70歳だった。墓所は多磨霊園。

## 著述
- 『帝国財政予算に就て』。全国経済調査機関連合会『彙報別冊 第12号』1925年。
- 『租税総論』
- 『財政学』
- 『交通経済論』
- 『税制整備論』

漢詩をよくした。

## 栄典
位階
- 1904年（明治37年）8月5日 - 従七位[2]
- 1909年（明治42年）2月10日 - 正七位[2]
- 1912年（大正元年）10月21日 - 従六位[2]
- 1914年（大正3年）10月30日 - 正六位[2]
- 1916年（大正5年）10月30日 - 従五位[2][3]
- 1919年（大正8年）6月30日 - 正五位[2]
- 1922年（大正11年）7月20日 - 従四位[2]
- 1924年（大正13年）8月18日 - 正四位[2]
- 1936年（昭和11年）4月1日 - 従三位[2]

勲章
- 1919年（大正8年）12月25日 - 勲四等瑞宝章[2]
- 1922年（大正11年）11月30日 - 勲三等瑞宝章[2]
- 1934年（昭和9年）4月29日 - 旭日中綬章[2]
- 1935年（昭和10年）6月11日 - 勲二等瑞宝章[2]

- 1968年（昭和43年）6月23日 - 従三位勲一等旭日大綬章が追贈。